# Нэш, Тед
Теодор Эллисон «Тед» Нэш II (англ. Theodore Allison "Ted" Nash II; 29 октября 1932, Мелроз, Массачусетс — 3 июля 2021, Медфорд, Нью-Джерси) — американский гребец, выступавший за сборную США по академической гребле в конце 1950-х — середине 1960-х годов. Чемпион летних Олимпийских игр в Риме, бронзовый призёр Олимпийских игр в Токио, двукратный чемпион Панамериканских игр, победитель и призёр многих регат национального значения. Также известен как тренер и спортивный функционер.

## Биография
Тед Нэш родился 29 октября 1932 года в городе Мелроз, штат Массачусетс.
Занимался академической греблей во время учёбы в Бостонском университете, затем перевёлся в Вашингтонский университет, где также был членом местной гребной команды. Проходил подготовку в гребном клубе «Лейк-Вашингтон» в Сиэтле.
Первого серьёзного успеха в гребле на взрослом международном уровне добился в сезоне 1959 года, когда вошёл в основной состав американской национальной сборной и выступил на домашних Панамериканских играх в Чикаго, где одержал победу в зачёте распашных безрульных четвёрок.
Благодаря череде удачных выступлений удостоился права защищать честь страны на летних Олимпийских играх 1960 года в Риме. В безрульных четвёрках в финале обошёл всех своих соперников и тем самым завоевал золотую олимпийскую медаль.
После римской Олимпиады Нэш остался в составе гребной команды США на ещё один олимпийский цикл и продолжил принимать участие в крупнейших международных регатах. Так, в 1963 году он побывал на Панамериканских играх в Сан-Паулу, откуда привёз ещё одну награду золотого достоинства, выигранную в четвёрках без рулевого.
Находясь в числе лидеров американской национальной сборной, благополучно прошёл отбор на Олимпийские игры 1964 года в Токио. На сей раз в программе безрульных четвёрок пришёл к финишу третьим позади экипажей из Дании и Великобритании — таким образом добавил в послужной список бронзовую олимпийскую медаль.
Впоследствии проявил себя как тренер по гребле, в период 1965—1969 годов занимался подготовкой гребцов в Пенсильванском университете, в течение многих лет состоял в Ассоциации гребного спорта атлетического клуба Пенн в Филадельфии. Основатель и президент Национальной женской гребной ассоциации.